# Бретань
Брета́нь (фр. Bretagne, брет. Breizh; галло Bertaèyn) — регион на северо-западе Франции, составляет большую часть одноимённой исторической области и расположен на одноимённом полуострове, омываемом с севера Ла-Маншем, а с юга Бискайским заливом. Административный центр региона — город Ренн.

## Символика
Бретонский флаг — «Gwenn ha du» (в дословном переводе с бретонского — «белый и чёрный») был создан в 1923 году Морваном Маршалем. Четыре белые полосы представляют бриттские регионы и епископства — Леон (фр. Leon), Трегор (фр. Tregor), Корнуай (фр. Cornouaill) и Ваннский регион (фр. Vannetais). Пять чёрных полос символизируют регионы и епархии, где говорят на галло: Ренн (фр. Rennes), Нант (фр. Nantes), Дол (фр. Dol), Малуин (фр. Malouin) и Пентьевр (фр. Penthievre). Горностай был взят с герцогского герба. Совокупность элементов флага соответствует геральдическим традициям: флаг ясный, видимый, внятный, узнаваемый издалека и дающий представление о Бретани.
Национальный гимн: Bro gozh ma zadoù (Древняя земля моих отцов).
Эмблема: утёсник.
Святые покровители: Святой Иво и Гервей. Праздник — 19 мая.

## География
Бретань является частью Армориканского массива, что придаёт ей природную целостность. Массив этот имеет в основном равнинный характер, его средняя высота над уровнем моря не превышает 104 м. Наивысшая точка – Рош Руз (385 м) Это наиболее древний регион территории Франции: его история началась ещё до палеозойской эры.
Бретань — полуостров, Атлантический океан омывает 4/5 её периметра, а береговая линия имеет протяжённость в три тысячи километров и весьма разнообразна по рельефу. Это единственный регион континентальной Франции, в котором каждый департамент имеет собственный прямой выход к морю. В литорали региона насчитывается 797 островов.
Благодаря влиянию океана в Бретани относительно мягкие зимы (27 морозных дней в году в Сен-Бриё) и умеренная жара летом. Весна начинается очень рано, с начала марта, однако длится очень долго, так как потепление идёт медленно. Это наиболее красивое время года, когда зацветают дрок и утёсники.
Осадки не очень обильны (Роскофф: 760 мм), за исключением возвышенностей, где они превышают 1000 мм. Они выпадают главным образом в осенне-зимний период. Ветры, жестокие на берегах, быстро смягчаются во внутренней части полуострова лесами.
На территории Бретани находятся самые западные точки метрополии Франции — остров Уэссан и мыс Пуэнт-де-Корсан (континентальная точка).

### Природа
Леса издревле покрывали Арморику, но впоследствии поредели, однако по-прежнему составляют большую часть ландшафта Бретани. Один из таких лесов (Броселианд) вошёл в легенды.

## История
В период с 440 по 600 годы было несколько волн переселений бриттов с Британских островов, бежавших от германских и кельтских варваров, которые захватывали бывшие римские владения. На новой территории происходили частые столкновения с франками, которые в то время завоёвывали территорию современной Франции.

### Средневековье
На протяжении средних веков Бретань была вассальным герцогством Франции, при этом сохраняя почти полную независимость. Во время частых конфликтов между Францией и Англией Бретань занимала то одну, то другую сторону. В 1491 году в результате брака Карла VIII и Анны Бретонской герцогство де-факто становится провинцией Франции; с 1532 года — часть королевского домена.

### Новое и новейшее время
В 1963 году создан Фронт освобождения Бретани, начавший борьбу за независимость Бретани. В 1964 году создана политическая партия «Демократический Бретонский Союз», выступающая за автономию Бретани.
В соответствии с территориальной реформой французских регионов 2014 года, Бретань стала одним из немногих административных регионов, чьи границы не изменились.

## Население
Основное население Бретани — бретонцы, язык которых, в отличие от романского французского, относится к кельтской ветви индоевропейских языков; они являются потомками кельтов, переселившихся из Британии. Проживают в основном в западных и южных департаментах Бретани. Помимо бретонского распространён французский (в основном в восточных и северо-восточных департаментах Бретани), а также галло как смешанный романо-кельтский язык.

## Административное деление
В состав административного региона Бретань входят четыре департамента:
| №  | Наименование                                          | Административный центр                        |
| -- | ----------------------------------------------------- | --------------------------------------------- |
| 35 | Иль и Вилен (фр. Ille-et-Vilaine, брет. Il-ha-Gwilen) | Ренн (фр. Rennes, брет. Roazhon)              |
| 22 | Кот-д’Армор (фр. Côtes-d’Armor, брет. Aodoù-an-Arvor) | Сен-Бриё (фр. Saint-Brieuc, брет. Sant-Brieg) |
| 56 | Морбиан (фр. Morbihan, брет. Mor-Bihan)               | Ванн (фр. Vannes, брет. Gwened)               |
| 29 | Финистер (фр. Finistère, брет. Penn-ar-Bed)           | Кемпер (фр. Quimper, брет. Kemper)            |

К исторической области Бретань относится также 5-й департамент — Атлантическая Луара, официально входящая в регион Земли Луары.
| №  | Наименование                                                     | Административный центр          |
| -- | ---------------------------------------------------------------- | ------------------------------- |
| 44 | Атлантическая Луара (фр. Loire-Atlantique, брет. Liger-Atlantel) | Нант (фр. Nantes, брет. Naoned) |

## Достопримечательности
Одна из самых удивительных достопримечательностей Бретани — это менгиры в поселении Карнак, которых насчитывается около трёх тысяч. Их появление относят к 6—3 тысячелетиям до н. э., и об их предназначении известно очень мало.
Важный промысел Бретани — разведение устриц и других съедобных моллюсков в прибрежной зоне в т. н. «устричных парках».